# Piedra Blanca, Siltepec
Piedra Blanca är en ort i Mexiko.   Den ligger i kommunen Siltepec och delstaten Chiapas, i den sydöstra delen av landet, 900 km sydost om huvudstaden Mexico City. Piedra Blanca ligger 2 584 meter över havet och antalet invånare är 213.
Terrängen runt Piedra Blanca är bergig norrut, men söderut är den kuperad. Runt Piedra Blanca är det ganska tätbefolkat, med 83 invånare per kvadratkilometer. Närmaste större samhälle är El Porvenir de Velasco Suárez, 3,0 km söder om Piedra Blanca. I omgivningarna runt Piedra Blanca växer i huvudsak blandskog.